# Usulután megye
Usulután Salvador legnagyobb területű megyéje. Az ország középpontjától délkeletre terül el. Székhelye Usulután.

## Földrajz
Az ország középső részétől kissé délkeletre elterülő megye nyugaton és északnyugaton San Vicente, keleten és északkeleten San Miguel megyével, délen pedig a Csendes-óceánnal határos.

## Népesség
Ahogy egész Salvadorban, a népesség növekedése Usulután megyében is gyors. A változásokat szemlélteti az alábbi táblázat:
| Év   | Lakosság |
| ---- | -------- |
| 1971 | 294 497  |
| 1992 | 310 362  |
| 2007 | 344 235  |